# Діскаверер-15
«Діскаверер-15» (англ. Discoverer 15 — відкривач), інші назви KH-1 10, KH-1 9010, CORONA 9010 — останній американський розвідувальний супутник серії KH-1 (англ. Key Hole — замкова шпарина), що запускались за програмою «Корона». Космічний апарат мав фотокамеру з низькою роздільною здатністю і спускну капсулу для повернення відзнятої плівки. Додатково у капсулі розташовувались біологічні зразки.

## Опис
Апарат у формі циліндра було змонтовано у верхній частині ступеня «Аджена-Ей». Довжина «Аджени-Ей» разом із супутником становила 5,85 м, діаметр 1,5 м. Загальна маса ступеня із супутником після відокремлення другого ступеня разом із паливом становила приблизно 3850 кг. Без палива апарат важив 863 кг, з них 140 кг — маса спускної капсули. Апарат мав фотокамеру з низькою роздільною здатністю, телеметричну систему, плівковий магнітофон, приймачі наземних команд, сканер горизонту. Живлення забезпечували нікель-кадмієві акумулятори. Орієнтація апарата здійснювалася газовими двигунами на азоті. На зовнішній поверхні розташовувались вогні 6—7-ї зоряної величини для оптичного відстеження траєкторії.
У верхній частині апарата розташовувалась капсула діаметром 84 см довжиною 69 см. Капсула мала відсік для відзнятої фотоплівки, парашут, радіомаяк, твердопаливний гальмівний двигун. Капсулу мав упіймати спеціально обладнаний літак під час спуску на парашуті, у випадку невдачі капсула могла недовго плавати на поверхні океану, після чого тонула, щоб уникнути потрапляння секретного вмісту до ворожих рук.

## Політ
13 вересня 1960 року о 22:14 UTC ракетою-носієм «Тор-Аджена-Ей» з бази Ванденберг було запущено «Діскаверер-15». 15 вересня було скинуто капсулу зі знімками й біологічними зразками, капсула впала в океан і затонула раніше, ніж її знайшли, оскільки в океані були несприятливі погодні умови. Апарат зійшов з орбіти 18 жовтня 1960 року.